# أرجيناز
الأرجيناز (الأرجنين) أو أرجينيز هو الإنزيم المحتوي على المنغنيز. يتم التفاعل المحفز بواسطة هذا الإنزيم بالشكل التالي: أرجينين + H 2 O ← أورينيثين + يوريا.
هذا الانزيم هو الناتج النهائي لدورة اليوريا. وهو منتشر ومتوفر بكثرة في كل شكل من أشكال الحياة.

## التركيب والوظيفة
ينتمي إنزيم الأرجيناز إلى عائلة الإنزيمات المسماة (ureohydrolase). ويحفز إنزيم الأرجيناز الخطوة الخامسة والأخيرة في دورة اليوريا، وهي سلسلة من التفاعلات الكيميائية الحيوية في الثدييات يتخلص خلالها الجسم من الأمونيا الضارة. وتحديدا يقوم إنزيم الأرجيناز بتحويل L- أرجينين (حمض أميني) إلى L- أورنيثين واليوريا.
إنزيم الأرجيناز يتواجد في الثدييات كقاطع، لكن بعض أرجينيات البكتيريا تكون على شكل بوليمر مكون من ست جزيئات من أحادي القسيمة (hexamer). يحتاج الإنزيم إلى مجموعة من المركبات المعدنية المكونة من جزيئين من المنغنيز لكي يحافظ على عمله بطريقة صحيحة. تقوم أيونات المنغنيز Mn 2+ وبوجود الماء بتوجيه الأرجيناز وتحافظ على توازنه فيصبح للماء تأثير شبيه بتأثير الكاشف الكيميائي المسمى كنيوكليوفيل، يهاجم الماء الحمض الأميني المسمى (L- أرجينين)، ويحلله إلى أورنيثين ويوريا.
في معظم الثدييات، ينقسم هذا الإنزيم إلى نوعين: الأول يسمى "إنزيم الأرجيناز 1″ والذي يعمل في دورة اليوريا، ويوجد بشكل أساسي في السيتوبلازم في خلايا الكبد. أما الثاني فيسمى "إنزيم الأرجيناز 2″ الذي له علاقة بتنظيم مستويات الأرجينين / الأريثين داخل الخلايا. يوجد إنزيم الأرجيناز في الميتوكوندريا في عدة أنسجة في الجسم، معظمه في الكلى والبروستاتا. ويمكن العثور عليه في بمستويات منخفضة في البلاعم والغدد الثديية عند المرضعات والدماغ. ويتواجد إنزيم "أرجينيز 2″ في حالة عدم وجود إنزيمات أخرى دورة اليوريا.